# Sončev izsev
Sónčev izsév (označba {\displaystyle L_{\odot }\!\,}, redko solarna luminoznost) je merska enota sevalnega toka (oddana moč sevanja v obliki fotonov), ki jo astronomi običajno uporabljajo za merjenje izseva zvezd, galaksij in drugih astronomskih teles glede na Sončevo moč. Je količina energije, ki jo Sonce izseva na enoto časa.:353865
En nazivni Sončev izsev je po definiciji Mednarodne astronomske zveze iz leta 2015 enak:
{\displaystyle L_{\odot }=3,828\cdot 10^{26}\mathrm {W} \!\,.}
Ta vrednost ne vključuje izseva nevtrinov v Sonca, ki bi povečal definirano vrednost za {\displaystyle 0,023L_{\odot }\!\,}. Sonce je šibka spremenljivka, zato se njegov dejanski izsev spreminja. Največje spreminjanje je enajstletni Sončev cikel (cikel Sončevih peg), ki povzroči kvaziperiodično spremembo približno ±0,1 %. Druge razlike v zadnjih 200–300 letih naj bi bile veliko manjše od tega.

## Določitev
Sončev izsev je povezan s Sončevo gostoto svetlobnega toka (izsev (svetlobni tok) na enoto površine – solarna konstanta). Gostota svetlobnega toka je odgovorna za orbitalno siljenje, ki povzroča Milankovićeve cikle, ki določajo zemeljske ledeniške cikle. Povprečna gostota svetlobnega toka na vrhu Zemljinega ozračja je znana kot solarna konstanta {\displaystyle j_{\odot }\!\,}. Gostota svetlobnega toka je definirana kot moč sevanja na enoto površine, zato je Sončev izsev (skupna moč sevanja, ki ga oddaja Sonce) gostota svetlobnega toka, ki ga prejme Zemlja (solarna konstanta), pomnožena s površino krogle, katere polmer je povprečna razdalja med Zemljo in Soncem:
{\displaystyle L_{\odot }=kj_{\odot }S=4\pi kj_{\odot }a_{0}^{2}\!\,,}
kjer je:
- {\displaystyle a_{0}\!\,} – enota razdalje (vrednost astronomske enote v metrih)
- {\displaystyle k\!\,} – konstanta z vrednostjo zelo blizu 1, ki odraža dejstvo, da srednja razdalja med Zemljo in Soncem ni točno enaka astronomski enoti.

Za Sonce s polmerom {\displaystyle r_{\odot }\!\,} in efektivno površinsko temperaturo {\displaystyle T_{\odot }\!\,} je po Stefan-Boltzmannovem zakonu:
{\displaystyle L_{\odot }=4\pi r_{\odot }^{2}j_{\odot }=4\pi r_{\odot }^{2}\sigma T_{\odot }^{4}=4\cdot \pi \cdot (6,960\cdot 10^{8})^{2}\cdot 5,670400\cdot 10^{-8}\cdot 5772^{4}=3,831\cdot 10^{26}\,{\hbox{W}}\!\,,}
kjer je {\displaystyle \sigma \!\,} Stefanova konstanta.